# 春風亭笑好
春風亭 笑好（しゅんぷうてい しょうこう）は、落語家の名前。
- 春風亭笑好 - 後∶四代目春風亭柳好
- 春風亭笑好 - 後∶九代目春風亭小柳枝

春風亭 笑好（しゅんぷうてい しょうこう、1973年9月27日 - ）は、日本の落語家。落語芸術協会所属の真打。出囃子∶大宮音頭。

## 経歴
- 1973年∶埼玉県さいたま市出身[1][2]。
- 1997年∶日本大学経済学部を卒業[3][4]。
- 2000年3月∶九代目春風亭小柳枝に入門[1]。前座名「小あら」。
- 2004年3月∶二ツ目昇進。「笑好」と改名。
- 2013年5月∶三代目東生亭世楽、三代目雷門小助六とともに真打に昇進[1]。